# Martragny
Martragny ist eine ehemalige französische Gemeinde mit zuletzt 361 Einwohnern (Stand: 1. Januar 2018) im Département Calvados in der Region Normandie.
Zum 1. Januar 2017 wurde Martragny im Zuge einer Gebietsreform zusammen mit drei benachbarten Gemeinden als Ortsteil in die neue Gemeinde Moulins-en-Bessin eingegliedert. Martragny fungiert als „übergeordneter Ortsteil“ als Verwaltungssitz von Moulins en Bessin.

## Geografie
Martragny liegt etwa acht Kilometer ostsüdöstlich von Bayeux.

## Bevölkerungsentwicklung
| Jahr                              | 1793 | 1836 | 1876 | 1926 | 1946 | 1968 | 1990 | 2008 | 2018 |
| Einwohner                         | 404  | 458  | 342  | 233  | 234  | 251  | 310  | 350  | 361  |
| Quellen: Cassini, EHESS und INSEE |      |      |      |      |      |      |      |      |      |

## Sehenswürdigkeiten
- Schloss Martragny von 1747
- Kirche Nativité-de-Notre-Dame aus dem 18. Jahrhundert
- Lavoir (Waschhaus)